# Epigynopteryx maeviaria
Epigynopteryx maeviaria là một loài bướm đêm trong họ Geometridae.